# Argia hasemani
Argia hasemani é uma espécie de artrópode odonato, mais especificamente de libélula, pertencente à família dos cenagrionídeos (Coenagrionidae). Foi descrita por Philip P. Calvert em 1909.

## Etimologia
O nome vernáculo libélula deriva do latim científico libellula, diminutivo do latim clássico libēlla, -ae, com o sentido de "prumo", "nível" ou "moeda de prata", por sua vez derivado do diminutivo de libra, -ae, que significa "balança". O nome faz alusão ao voo do inseto, que se mantém equilibrado no ar, pairando. Foi registrado em 1899 sob a forma libéllula.

## Descrição
Espécies pertencentes à família dos cenagrionídeos (Coenagrionidae) possuem dimorfismo sexual, com os machos geralmente a apresentar cores brilhantes, enquanto as fêmeas cores crípticas. Os machos de Argia hasemani apresentam asas hialinas e corpo predominantemente azul-celeste, com marcas mais escuras no tórax, enquanto as fêmeas têm asas igualmente hialinas, mas corpo em tonalidade castanha e estrias mais suaves. Os indivíduos medem em torno de 30 a 35 milímetros de comprimento total, com vértebras abdominais relativamente longas e finas.

## Distribuição e habitat
Argia hasemani está amplamente distribuída na América do Sul na Mata Atlântica e em áreas com influências marginais do Cerrado, Chaco, Caatinga, Pantanal e Amazônia. Há relatos eventuais em áreas de cabruca de cacau e pastagens no sul da Bahia, sugerindo tolerância a mudanças moderadas no uso do solo. Ocorre na Bolívia, Argentina (Misiones), Bolívia e Brasil. No Brasil, em particular, foi registrado nos estados do Amazonas, Pará, Maranhão, Minas Gerais, Mato Grosso (Nova Xavantina), (Mato Grosso do Sul (Serra da Bodoquena, em áreas de mata ciliar e veredas), Bahia (Vereda), Rio de Janeiro, Santa Catarina, Espírito Santo, Rio Grande do Sul, Ceará, São Paulo. Em termos hidrográficos, ocorre nas sub-bacias do Araguaia, do Doce, do Grande, do Itapecuru, do Paraguaçu, do litoral da Bahia e Espírito Santo, do Madeira, do Negro, do Paraguai 01 e 03, do Paranaíba, do Médio São Francisco e do Baixo Tocantins.

## Biologia e ecologia
Como outras libélulas, Argia hasemani ocupa postes de vegetação ou rochas à beira de cursos d’água, defendendo locais de postura e interagindo brevemente com machos rivais, em disputas de segundos de duração. Alimenta-se de pequenos insetos alados capturados em voo, como mosquitos e quironomídeos, sendo ativo principalmente ao amanhecer e fim de tarde.

## Conservação
A União Internacional para a Conservação da Natureza (UICN) classifica Argia hasemani como pouco preocupante (LC), pois a espécie tem ampla distribuição e não há grandes ameaças conhecidas que afetem sua população. Em 2018, foi classificada como pouco preocupante (LC) no Livro Vermelho da Fauna Brasileira Ameaçada de Extinção do Instituto Chico Mendes de Conservação da Biodiversidade (ICMBio). No Brasil, ocorre em quatro áreas de conservação: o Parque Nacional da Chapada Diamantina (PARNA da Chapada Diamantina), o Parque Nacional da Serra da Bodoquena (PARNA da Serra da Bodoquena), a Área de Proteção Ambiental Marimbus-Iraquara (APA Marimbus/Iraquara) e a Terra Indígena Coroa Vermelha.